# 1 Kubański Pułk Konny
1 Kubański Pułk Konny (ros. 1-й Кубанский конный полк) - oddział wojskowy złożony z Kozaków podczas II wojny światowej
Oddział został sformowany 20 lutego 1943 r. we wsi Nowo-Spasskoje w rejonie Taganrogu, gdzie wyznaczono miejsce zbiórki uchodźców kozackich z północnego Kubania. Pułk liczył ok. 960 Kozaków. Według części źródeł było to ok. 1400 żołnierzy. Na czele oddziału stanął ataman starszina wojskowy I. I. Sałomacha. Funkcję jego zastępcy pełnił sotnik Pawłogradski. W działaniach wojskowych wziął udział jedynie jeden szwadron konny pułku. Po odwrocie wraz z wojskami niemieckimi oddział przeniesiono do Mławy, gdzie  jego żołnierze weszli w skład 4 Kubańskiego Pułku Kawalerii nowo formowanej 1 Kozackiej Dywizji Kawalerii.